# Gaetano Poggiali
Gaetano Poggiali est un bibliophile italien, né à Livourne en mai 1753, mort le 3 mars 1814.

## Biographie
Gaetano Poggiali naquit à Livourne en 1753. Il consacra aux lettres sa vie entière, ainsi que sa fortune. D’une ardeur infatigable dans les recherches, il parvint à force de soins et de dépenses à réunir une collection des meilleurs ouvrages italiens, la plus nombreuse et la plus belle qu’aucun particulier ait possédée. Sa bibliothèque ne renfermait que 12 000 volumes, mais tous d’un choix et d’une conservation admirables. Il y joignit un recueil d’estampes non moins précieux par le choix des sujets que par la beauté des épreuves. Le Poggiali concourut à la publication des Classiques italiens, en fournissant tous les secours nécessaires pour la correction des fautes, et il enrichit les éditions de Dante, de Boccace, du Tasse, de l’Arioste et des Novelliere de Préfaces pleines de goût et d’érudition. Membre des plus illustres académies de l’Italie, il entretenait une correspondance suivie avec les plus célèbres bibliographes, Morelli, Vernazza, Federici, Gamba, etc. Il dut à ses qualités bienfaisantes l’affection de ses compatriotes et reçut dans plusieurs circonstances des marques de l’estime publique. Ce savant modeste et généreux mourut le 3 mars 1814 à 61 ans, laissant un manuscrit de notes sur la Divine Comédie et des additions pour la Série de’ testi di lingua. Il avait publié en 1813 sous le titre de Série des textes de langue imprimés cités dans le Vocabulaire de la Crusca (Serie de’ testi...), un catalogue curieux, formant deux volumes in-8°, et enrichi de fragments en vers et en prose restés inédits jusqu’alors. De 1791 à 1798 il avait donné à Livourne, sous la rubrique de Londres, des éditions fort soignées de Bandello, de Grazzini, de Sacchetti et d’autres anciens nouvellistes italiens. Le tout forme 26 volumes in-8°. On trouve une Notice sur Gaetano Poggiali, tirée du Diario de Livourne, dans le Magasin encyclopédique de Millin, 1814, t. 4, p. 381, et son épitaphe en style lapidaire, par le professeur Ciampi, 1815, t. 5, p. 179.